# Эль-Джахра (город)
Эль-Джахра́, Эль-Джахара́ (араб. الجهراء‎) — город в центральной части Кувейта. Административный центр губернаторства Джахра. Население 393 432 человек по данным 2014 года.
Расположен в 30 км к западу от столицы страны Эль-Кувейта, недалеко от залива Кувейт. Один из центров сельскохозяйственного производства страны, наряду с 
Эль-Вафра на юге страны (производство фруктов и овощей), один из оазисов страны.
В городе находится футбольный стадион «Мубарак аль-Айяр» — домашняя арена клуба «Аль-Джахра».
Достопримечательности:
- «Красный форт»